# Promethean World
Promethean World，是一家互动教学技术提供商，供应一系列教学展示硬件产品以及互动教学软件产品。它的总部位于苏格兰兰开夏郡布莱克本和美国亚特兰大。它曾在伦敦证券交易所上市，并曾是富时小型公司指数成分股，直至2015年9月被网龙网络收购。

## 历史
1997年，托尼·肯（Tony Cann）在布莱克本创立Promethean，并运用熊猫软件作为平台（即Activstudio和Activprimary的早期版本），广泛使用于公司展示与会议。2005年7月，格雷厄姆·豪（Graham Howe）取代托尼·肯担任主席。2012年9月，詹姆斯·马歇尔担任首席执行官。2014年5月，公司董事会再度变革，菲利普·罗利（Philip Rowley）担任主席。2015年7月，网龙网络宣布收购Promethean。2016年9月，Promethean从浅蓝光学（Light Blue Optics）收购接触与手势技术。

## 办公与产品
Promethean在英国兰开夏郡布莱克本、美国亚特兰大、法国巴黎、中国深圳、新加坡和巴林岛有办公室。它的主要生产工厂位于中国深圳，其核心业务包括硬件产品ActivBoards（互动白板）及ActivPanels（互动平板）及软件产品ClassFlow。其中互动白板为其核心收益来源，占全球25%市场份额，销售和市场遍及全球100多个国家，美国及英国是其主要收益来源地。核心目标客户为K-12（幼儿园至12年级）年龄组的学生及教师。